# Mörttjärnen (Frostvikens socken, Jämtland)
Mörttjärnen är en sjö i Strömsunds kommun i Jämtland och ingår i Ångermanälvens huvudavrinningsområde. Sjön har en area på 0,0173 kvadratkilometer och ligger 419,8 meter över havet.

## Delavrinningsområde
Mörttjärnen ingår i det delavrinningsområde (717551-142120) som SMHI kallar för Inloppet i Jormsjöns dämningsomr.. Medelhöjden är 478 meter över havet och ytan är 12,47 kvadratkilometer. Räknas de 139 avrinningsområdena uppströms in blir den ackumulerade arean 1 065,43 kvadratkilometer. Faxälven som avvattnar avrinningsområdet har biflödesordning 2, vilket innebär att vattnet flödar genom totalt 2 vattendrag innan det når havet efter 330 kilometer. Avrinningsområdet består mestadels av skog (89 procent). Avrinningsområdet har 0,76 kvadratkilometer vattenytor vilket ger det en sjöprocent på 6,1 procent.